# Welterbe in Malta
Zum Welterbe in Malta gehören (Stand 2017) drei UNESCO-Welterbestätten, alles Stätten des Weltkulturerbes. Malta ist der Welterbekonvention 1978 beigetreten, alle drei Welterbestätten wurden 1980 in die Welterbeliste aufgenommen.

## Welterbestätten
Die folgende Tabelle listet die UNESCO-Welterbestätten in Malta in chronologischer Reihenfolge nach dem Jahr ihrer Aufnahme in die Welterbeliste (K – Kulturerbe, N – Naturerbe, K/N – gemischt, (G) – auf der Liste des gefährdeten Welterbes).
| Bild                           | Bezeichnung                      | Jahr | Typ | Ref. | Beschreibung |
| ------------------------------ | -------------------------------- | ---- | --- | ---- | --- |
| Hypogäum von Ħal-Saflieni      | Hypogäum von Ħal-Saflieni (Lage) | 1980 | K   | 130  | |
| Stadt Valletta                 | Stadt Valletta (Lage)            | 1980 | K   | 131  | |
| Megalithische Tempel von Malta | Megalithische Tempel von Malta   | 1980 | K   | 132  | ursprünglich nur Tempel von Ġgantija (Lage), 1992 erweitert um: Ħaġar Qim (Lage), Mnajdra (Lage), Ta’ Ħaġrat (Lage), Skorba (Lage) und Tempel von Tarxien (Lage). |

## Tentativliste
In der Tentativliste sind die Stätten eingetragen, die für eine Nominierung zur Aufnahme in die Welterbeliste vorgesehen sind. Mit Stand 2017 sind sieben Stätten in der Tentativliste von Malta eingetragen, die letzte Eintragung erfolgte 1998.
Die folgende Tabelle listet die Stätten in chronologischer Reihenfolge nach dem Jahr ihrer Aufnahme in die Tentativliste.
| Bild                                       | Bezeichnung                                | Jahr | Typ | Ref. | Beschreibung |
| ------------------------------------------ | ------------------------------------------ | ---- | --- | ---- | --- |
| Kliffküsten Maltas                         | Kliffküsten Maltas                         | 1998 | N   | 979  | |
| Qawra/Dwejra                               | Qawra/Dwejra (Lage)                        | 1998 | N   | 980  | In der Region der Dwejra-Bucht bei San Lawrenz auf Gozo gibt es interessante Küsten- und Felsformationen, unter anderem Fungus Rock, Blue Hole sowie das 2017 eingestürzte Felsentor Azure Window. Dort liegt auch das Inlandmeer Il-Qawra. |
| Cittadella in Victoria auf Gozo            | Cittadella in Victoria auf Gozo (Lage)     | 1998 | K   | 981  | Als Cittadella wird die Zitadelle der auf Gozo gelegenen Stadt Victoria bezeichnet. Die auf einem Felsen nördlich des Stadtzentrums gelegene Anlage beherbergt die Kathedrale Santa Marija und den Bischofsplatz des Bistums Gozo. |
| Befestigungsanlagen um die Häfen von Malta | Befestigungsanlagen um die Häfen von Malta | 1998 | K   | 982  | |
| Altstadt von Mdina                         | Altstadt von Mdina (Lage)                  | 1998 | K   | 983  | Mdina ist eine der früheren Hauptstädte Maltas. |
| Maltesischer Katakomben-Komplex            | Maltesischer Katakomben-Komplex            | 1998 | K   | 1113 | Die Katakomben auf Malta sind drei verschiedene unterirdische, antike Grabsysteme auf der Hauptinsel des Mittelmeerarchipels, die Spuren einer Nutzung in christlicher Zeit aufweisen. Wurden ursprünglich nur einfache Grablöcher in den felsigen Untergrund gemeißelt, so entstanden mit der Zeit komplexere Systeme aus Kammern und Vorkammern. Charakteristisch für Malta ist aber, dass die Katakomben meist familiäre Begräbnisstätten waren. |
| Victoria-Lines-Festungen                   | Victoria-Lines-Festungen                   | 1998 | K   | 1114 | Die Victoria Lines ist eine etwa 10,25 Kilometer lange Befestigungsanlage. Der seit 1530 auf dem Archipel herrschende Malteserorden errichtete um 1722 entlang dieser Linie einige Spähtürme und Schutzräume für Soldaten. In der zweiten Hälfte des 19. Jahrhunderts begannen die Briten mit dem Bau großangelegter Verteidigungsanlagen, die zu Ehren Königin Victorias Victoria Lines genannt wurden.                                            |